# Rock Racing
La Rock Racing era una squadra maschile di ciclismo su strada statunitense, attiva dal 2007 al 2009 con licenza da UCI Continental Team e nel 2010 come formazione dilettantistica.

## Storia
Nella prima stagione di attività, nel 2007, l'effettivo della Rock Racing comprendeva tredici corridori, dodici dei quali erano statunitensi a cui si aggiungeva l'argentino Lucas Sebastián Haedo, unico corridore straniero. Cinque dei dodici corridori erano al debutto come professionisti, mentre il corridore più esperto era David Clinger, già membro Festina e US Postal Service. I migliori risultati della squadra nel circuito UCI America Tour furono quelli di Kayle Leogrande, sesto alla Reading Classic e secondo di tappa nella Redlands Classic. Rahsaan Bahati vinse due corse, il CSC Invitational e il Manhattan Beach Grand Prix.
Michael Ball aveva l'ambizione di fare della Rock Racing la migliore squadra del continente americano e partecipare per la stagione 2009 alle corse europee. Vennero quindi ingaggiati corridori più esperti, come Fred Rodriguez, Víctor Hugo Peña e Michael Creed. La strategia di Ball suscitò però delle controversie quando, ansioso di aumentare il livello della squadra, ingaggiò Tyler Hamilton, di ritorno dalla sospensione per doping del 2004, e Santiago Botero e Óscar Sevilla, coinvolti nell'Operación Puerto. Fu ingaggiato anche il velocista italiano Mario Cipollini, ritirato dal 2005. Frankie Andreu, ingaggiato nell'agosto del 2007 come direttore sportivo, lasciò la squadra prima dell'inizio della stagione 2008, a causa della mancanza di comunicazione da parte della direzione della squadra, il comportamento aggressivo di questa nella ricerca di sponsor e corridori e l'ingaggio di corridori che potevano nuocere alla reputazione della squadra.
Cipollini ottenne qualche piazzamento in alcune tappe del Giro della California, ma venne licenziato qualche giorno prima della Milano-Sanremo a causa di dissidi con Ball. La più importanti vittorie del 2008 furono il prologo della Vuelta a Colombia e la settima tappa della medesima corsa con Víctor Hugo Peña. La nona tappa vide il successo di Óscar Sevilla, che primeggiò anche nel Commerce Bank Reading Classic. Santiago Botero conquistò la Redlands Bicycle Classic e la Cascade Cycling Classic. Fred Rodriguez concluse terzo al Philadelphia International Championship.
La stagione 2009 vide diversi cambiamenti nella rosa, con l'arrivo di molti corridori da Garmin-Chipotle, Team Columbia-High Road, e BMC Racing Team. Tra i nuovi corridori Francisco Mancebo, José Enrique Gutiérrez, Glen Chadwick, Chris Baldwin, David Vitoria, Caleb Manion, e Ivan Dominguez. A metà stagione Baden Cooke lasciò la Rock Racing per accasarsi alla Vacansoleil, complicando la situazione della squadra. Michael Creed, Caesar Grajales e Chris Baldwin furono anch'essi svincolati a maggio. Mancebo vinse una tappa al Giro della California e un'altra tappa alla Vuelta a Asturias.

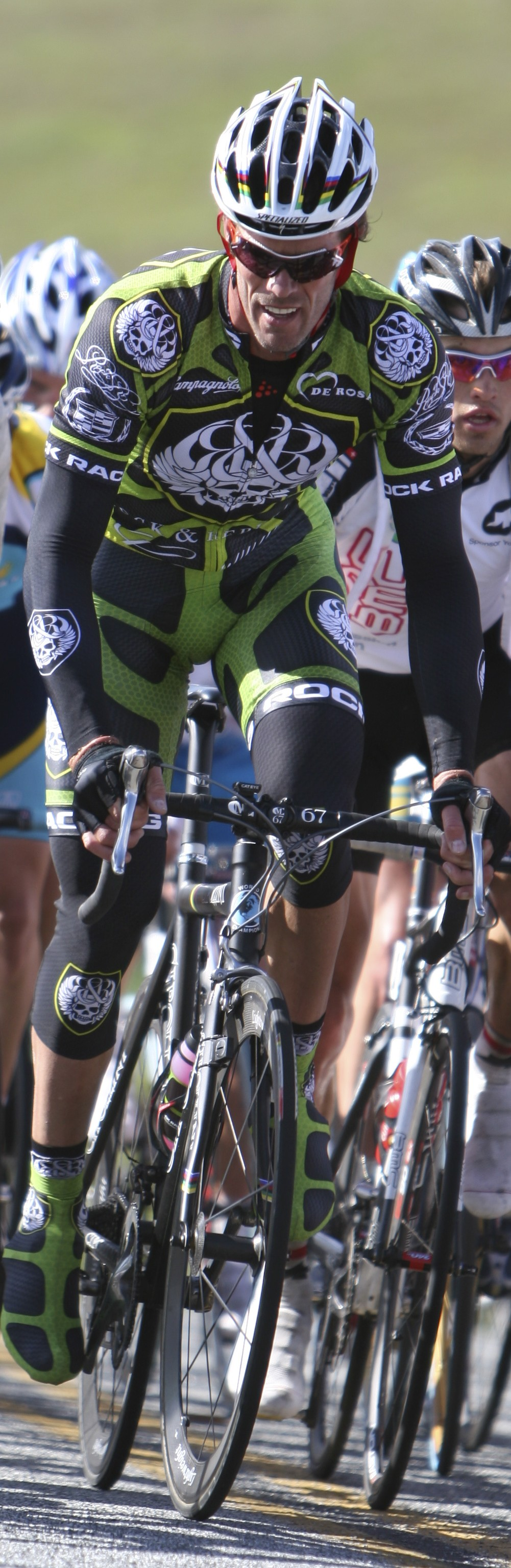
Mario Cipollini al Tour of California 2008

Nel 2010 la squadra è tornata a livello dilettantistico, a causa di problemi finanziari, sciogliendosi a fine anno.

## Cronistoria

### Annuario
| Anno | Codice | Nome        | Cat. | Biciclette | Dirigenza                                                                                                |
| ---- | ------ | ----------- | ---- | ---------- | --- |
| 2007 | RRC    | Rock Racing | CT   | ?          | Manager: Brooke Cainkar Dir. sportivi: Allen Bean                                                        |
| 2008 | RRC    | Rock Racing | CT   | Scott      | Manager: Mitch Sebolsky Dir. sportivi: Frankie Andreu (fino al 5 febbraio), Mariano Friedick, Allen Bean |
| 2009 | RRC    | Rock Racing | CT   | Kestrel    | Manager: Gary Hanson Dir. sportivi: Lorenzo Lapage                                                       |

### Classifiche UCI
| Anno | Classifica | Pos. | Migliore cl. individuale |
| ---- | ---------- | ---- | ------------------------ |
| 2007 | America T. | 25º  | Kayle Leogrande (165°)   |
| 2008 | America T. | 4º   | Óscar Sevilla (9º)       |
| 2008 | Asia T.    | 9º   | Tyler Hamilton (9º)      |
| 2009 | America T. | 5º   | Francisco Mancebo (12º)  |

## Palmarès

### Grandi Giri
- Giro d'Italia

Partecipazioni: 0
- Tour de France

Partecipazioni: 0
- Vuelta a España

Partecipazioni: 0

### Campionati nazionali
- Campionati statunitensi: 1

In linea: 2008 (Tyler Hamilton)
Criterium: 2008 (Rahsaan Bahati)